# Попов, Александр Николаевич (судебный деятель)
Алекса́ндр Никола́евич Попо́в (1834—1914) — русский юрист, сенатор.

## Биография
Родился 16 (28) ноября 1834 года.
Учился в Московской духовной семинарии, окончил юридический факультет Московского университета со степенью кандидата прав (1858).
По окончании курса, в течение некоторого времени занимался под руководством Леонтьева извлечениями и переводами из английских периодических изданий, преимущественно из газеты The Times. Состоял сотрудником «Московских ведомостей» и «Современной летописи», публикуя в них статьи по русскому текущему законодательству. В 1862 году был причислен на службу по судебному ведомству к канцелярии Московского губернского прокурора, а затем в течение двух лет, состоял в должности чиновника особых поручении при Московском губернаторе.
При открытии новых судебных учреждений с 1866 был членом Калужского окружного суда, затем являлся прокурором Смоленского окружного суда, товарищем прокурора Московской судебной палаты. В 1886—1894 — старший председатель Киевской судебной палаты. В 1888 году назначен членом консультации при министерстве юстиции учрежденной. В 1894—1904 — старший председатель Московской судебной палаты; с 1 января 1900 года — тайный советник.
С 14 июля 1904 года — сенатор. С 1 января 1879 года — действительный статский советник.
Автор «Сборника извлечений из кассационных решений по уголовным делам», выдержавшего, начиная с 1869, несколько изданий.
Крупный землевладелец, владел около 10 тысяч десятин в Воронежской, Рязанской, Тульской губерниях; за женой было 2700 десятин в Калужской губернии.
Умер 17 сентября 1914  года. Похоронен в Калуге.

## Награды
- орден Св. Анны 2-й ст. (1871)
- орден Св. Владимира 3-й ст. (1874)
- орден Св. Анны 1-й ст. (1871)
- орден Св. Станислава 1-й ст. (1882)
- орден Св. Владимира 2-й ст. (1887)
- орден Белого Орла
- орден Св. Александра Невского (01.01.1905)

## Семья
Жена — Анна Дмитриевна, урождённая Селезнёва. Их дети:
- Дмитрий Александрович (1863—1907), был женат на княжне Надежде Сергеевне Голицыной (1870—1905).
- Анна Александровна (1868—1932), была замужем первым браком за Александром Александровичем Дрентельнoм, вторым — за Николаем Михайловичем Волоцкмм
- Екатерина Александровна (1872—1934), была замужем за Алексеем Николаевичем Хвостовым
- Сергей Александрович, был женат на Ольге Николаевне Хвостовой
- Александр Александрович, был женат на Екатерине Подобедовой